# Gephyromantis blanci
Gephyromantis blanci – gatunek płaza bezogonowego z rodziny mantellowatych (Mantellidae).

## Taksonomia
Aż do końca XX wieku uważano, że Gephyromantis blanci i Gephyromantis decaryi stanowią synonimy. Pogląd ten obalili w 2000 roku Glaw i Vences.

## Występowanie
Zwierzę to jest gatunkiem endemicznym, występuje w południowo-wschodniej części Madagaskaru, a dokładnie od rejonu Ranomafana przez góry Andringitra po góry Anosyennes.
Preferuje ono wysokości zawierające się pomiędzy 800 a 1500 metrów nad poziomem morza. Zamieszkuje ściółkę w wilgotnych tropikalnych lasach nizinnych i górskich. Radzi sobie także w siedliskach zdegradowanych działalnością ludzką. U tego zwierzęcia obserwuje się duże uniezależnienie od zbiorników wodnych.

## Rozmnażanie
U tego gatunku prawdopodobnie zachodzi rozwój bezpośredni.

## Status
W Czerwonej księdze gatunków zagrożonych IUCN płaz ten od 2004 roku klasyfikowany jest jako gatunek bliski zagrożenia (NT, ang. Near Threatened).
Chociaż stworzenie to lokalnie występuje obficie, jego liczebność ulega obniżeniu.
Wśród głównych zagrożeń dla gatunku wymienia się:
- rozwój rolnictwa
- pozyskiwanie drewna z lasów
- wytwarzanie węgla drzewnego
- inwazyjne rozprzestrzenianie się drzew eukaliptusowych
- wypas zwierząt udomowionych
- osadnictwo ludzkie.